# 総合ビジョン
株式会社総合ビジョン（そうごうビジョン）は、かつて存在した日本の制作プロダクション。SVと略されることがある。旧社名は総合プロデュース。

## 歴史
1986年1月27日、日本放送協会の出資企業であるNHKエンタープライズと電通の共同出資によって設立され、NHKと電通の両企業グループに属する。テレビ番組・ビデオソフトなどの企画・制作を主たる事業とし、数々のドラマ・アニメーション制作をしてきた。
2004年4月をもってテレビドラマの制作を終了し、アニメーション番組の制作に特化した。
2013年7月1日、NHKエンタープライズに吸収合併される形で解散した。

## 制作番組
※制作年順。
- 土曜グランド劇場 春の砂漠（1988年、日本テレビ）
- 火曜スーパーワイド
  - 手料理かあさんと高校生花嫁の新家族ゲーム（1988年、朝日放送）
  - 御宿かわせみ#古手川祐子版（1988年 - 1989年、テレビ朝日）
  - 長崎異人館の女（1989年、テレビ朝日）
- 隣の未亡人とおかしな二人（1988年、テレビ朝日）
- シリーズ・街（テレビ朝日）
  - 面影橋 夢いちりん（1988年）※ギャラクシー賞月間賞。
  - 冬の橋 愛しき日々よ（1988年）
  - 夢に見た日々（1989年）
- 花嵐の森ふかく（1988年、日本テレビ）
- 火曜サスペンス劇場（日本テレビ）
  - 愛が壊れる（1988年）
  - 火刑都市（1989年）
  - 漁火の女（1990年）
  - 女医の殺人（1991年）
  - 向かいの家（1991年）
  - 救急指定病院（1992年 - 1997年）
  - 殺人捜査シリーズ（1992年 - 1996年）
- ロマンの果て（1989年、フジテレビ）
- 火曜ミステリー劇場（朝日放送）
  - Dr.クマひげ〜新宿駅ウラ診療所〜（1989年 - 1990年）
  - 霧の疑惑（1990年）
  - 冬の京都幽霊事件（1991年）
- アニメひみつの花園（1991年、NHK）
- 和宮様御留（1991年、テレビ朝日）
- 金曜ドラマシアター 恐怖の二十四時間（1991年、フジテレビ）
- 新春ドラマスペシャル 三婆（1991年 - 1993年、テレビ東京）
- 千代の富士物語（1991年、関西テレビ）
- 土曜ワイドシリーズ（テレビ朝日）
  - タクシードライバーの推理日誌（1992年 - 2002年）
  - 金の夢は血に濡れて（1992年）※第10回ATP賞'93優秀賞。第10回ATP賞'93「ベスト20番組」。
  - 渡り番頭 鏡善太郎の推理（2000年 - 2001年）
  - 死刑囚永山則夫の母（1998年）
- はやぶさ新八御用帳（1990年、日本テレビ）
- 汚れちまった悲しみに（1990年、フジテレビ）
- ふしぎの海のナディア（1990年、NHK）
- 往診ドクター事件カルテ（1992年、朝日放送）
- グッド・バイ 私が殺した太宰治（1992年、フジテレビ）
- 小さな旅と美術館（1992年、中部日本放送）
- 踊子（1993年、テレビ東京）※放送文化基金優秀作品賞。1993年日本民間放送連盟賞優秀賞。第11回ATP賞'94グランプリ受賞。
- ドラマ30（中部日本放送）
  - 娘からの宿題（1993年）
  - 詐欺・狙われた実印（1995年）
  - 家族曲線（1998年）
- 忍たま乱太郎（1993年、NHK）
- ホテルドクター（1993年、朝日放送）
- 金曜エンタテイメント てやんでえッ！（1994年、フジテレビ）
- あずきちゃん（1995年、NHK）
- 火曜ゴールデンワイド あにいもうと（1995年、テレビ東京）
- かわうそ（1996年、テレビ東京）※1996年度ギャラクシー賞奨励賞。第14回ATP賞'97奨励賞。
- せつない探偵（1996年 - 2000年、フジテレビ）
- 黄落（1997年、テレビ東京）※第52回芸術祭優秀賞。1997年度ギャラクシー賞奨励賞。放送文化基金賞本賞。1997年日本民間放送連盟賞優秀賞。
- 失楽園（1997年、読売テレビ）
- 魚心あれば嫁心（1998年、テレビ東京）
- カードキャプターさくら（1998年、NHK）
- だぁ!だぁ!だぁ!（2000年、NHK）
- 愛の劇場 新・天までとどけ3（2002年、TBS）
- 十二国記（2002年、NHK）
- ふたつのスピカ（2003年、NHK）
- ワンダーベビルくん（2003年、NHK）
- 学園アリス（2004年、NHK）
- 魔法少女隊アルス（2004年、NHK）
- BSアニメ夜話（2004年、NHK）
- おでんくん（2005年、NHK）
- 絶対少年（2005年、NHK）
- 今日からマ王!（2005年、NHK）
- 彩雲国物語（2006年、NHK）
- 南の島の小さな飛行機 バーディー（2006年、NHK）
- GIANT KILLING（2010年、NHK）
- へうげもの（2011年、NHK）
- キングダム（2012年、NHK）